# 杜尔拉布甘杰
杜尔拉布甘杰（Durllabhganj），是印度西孟加拉邦Medinipur县的一个城镇。总人口6129（2001年）。

## 人口
该地2001年总人口6129人，其中男性3216人，女性2913人；0—6岁人口741人，其中男377人，女364人；识字率78.72%，其中男性为82.31%，女性为74.77%。